# Gunung Ua Batang Onang
Gunung Ua Batang Onang is een bestuurslaag in het regentschap Padang Lawas Utara van de provincie Noord-Sumatra, Indonesië. Gunung Ua Batang Onang telt 475 inwoners (volkstelling 2010).